# Chiesa di Santa Maria in Chiavica
La chiesa di Santa Maria in Chiavica è un ex luogo di culto cattolico che sorge nel cuore del centro storico di Verona.

## Storia

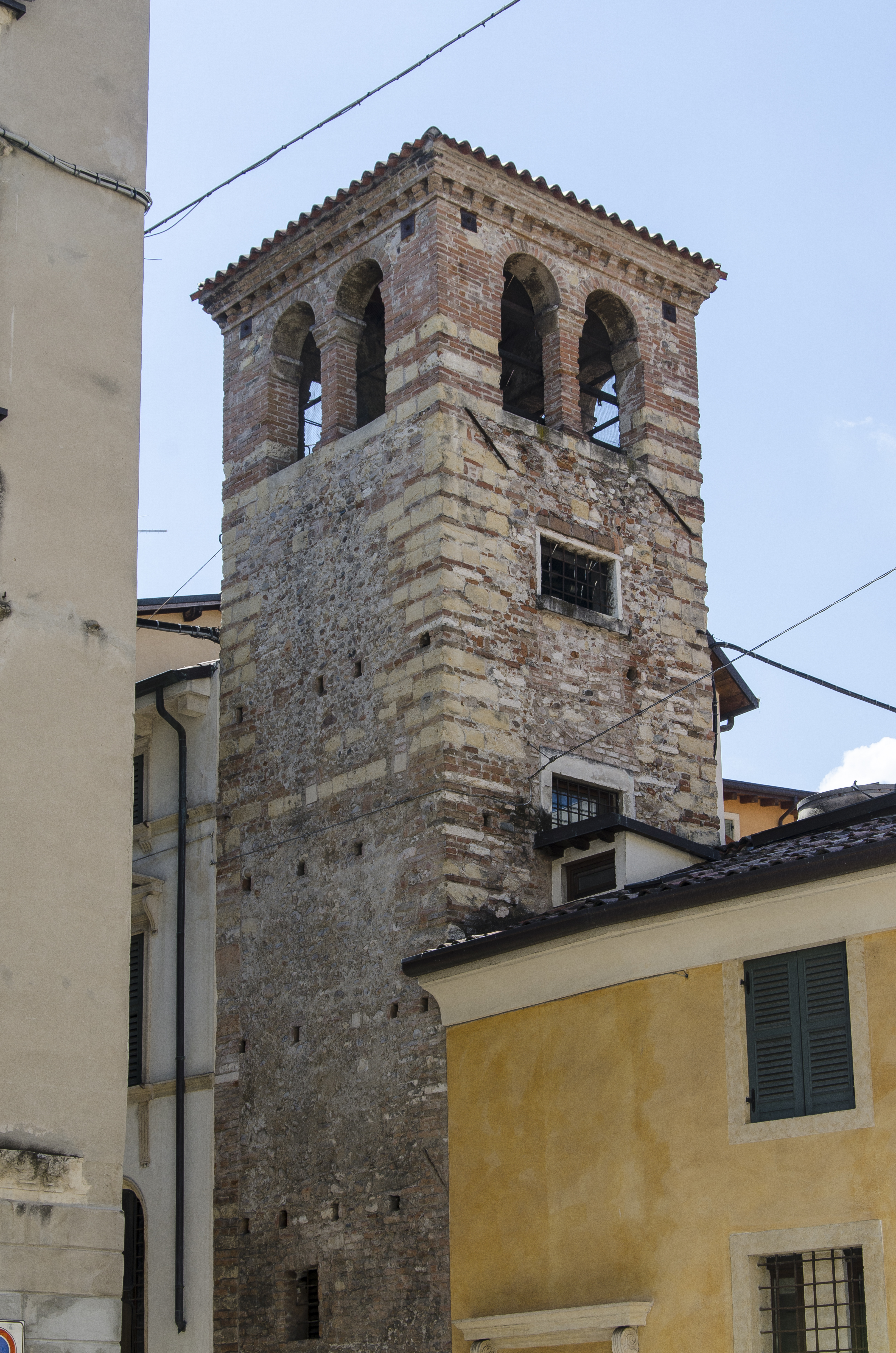
L'antico campanile della chiesa

Scarse sono le notizie riguardanti la chiesa, che in passato si pensava fosse una di quelle fatte edificare dalla poliedrica figura dell'arcidiacono Pacifico, fondata nell'anno 813, tuttavia non viene citata nell'iscrizione che riporta le chiese restaurate o costruite dal religioso veronese. Nel XVII secolo Galeso Nichesola, che fu rettore di questa chiesa, riporta inoltre come anticamente fosse chiamata Sancta Maria Puellarum.
Sicuro è invece che la chiesa, evidentemente di una qualche importanza, fosse stata parrocchia fino al 1807 dopodiché, insieme alla chiesa di San Benedetto al Monte, divenne rettoria della basilica di Santa Anastasia.

## Descrizione
All'interno della chiesa, del tipo basilicale suddiviso in tre navate, ospita numerose opere d'arte, tra cui: la Natività di Maria Vergine e la Natività di Gesù di Giovanni Battista Lanceni; di Michelangiola, figlia di questi, San Francesco di Sales e San Giovanni Nepomuceno; Santa Caterina Vergine e Martire e San Francesco di Sales di Odoardo Perini; il Redentore deposto sostenuto dai Santi Pietro e Paolo di Paolo Farinati; il San Carlo genuflesso dinnanzi alla Vergine di Pasquale Ottino; Maria Vergine e i Santi Lorenzo e Francesco di Giovan Francesco Caroto; infine la volta del presbiterio è stata affrescata da Michelangelo Aliprandi.